# نظریه اسکوپوس
نظریه اسکوپوس (به انگلیسی: Skopos Theory) یا (به آلمانی: Skopostheorie) مفهومی در زمینهٔ مطالعات ترجمه است و رابطهٔ تنگاتنگی با تمام پروژه‌های ترجمه دارد.
بنیان‌گذار این نظریه، زبان شناس آلمانی به نام هنس ورمیر است و دربرگیرنده این تفکر است که پیش از هرچیزی هم ترجمه و هم برگردان هم‌زمان کاربرد متن مبدأ و مقصد را باید در نظر داشته باشند.

## مقصود و مخاطبان نظریه
نظریهٔ اسکوپوس به ترجمه به دیدِ یک عمل با هدف و مقصود مشخص می‌نگرَد، و چنین می‌پندارد که هر ترجمه شنونده یا مخاطب مشخصی را پیش روی خود دارد. ترجمه یعنی ایجاد یک متن مقصد در محیطی عین محیط مقصد، برای هدف مقصد و مخاطب مقصد در شرایط محیطی زبان مقصد. در نظریهٔ اسکوپوس، وضعیت و اهمیت متن مبدأ کم‌تر از اهمیتش در نظریه‌های معادل-بنا (Equivalence-Based Theory) است. متن مبدأ فقط «منبعی پیش‌نهادی از اطلاعات» است که مترجم از آن برای انتقال اطلاعات به زبان مقصد استفاده می‌کند.
پائول کاسمُل در مورد این نظریه می‌نویسد: «نظریه کاربردی شباهت زیادی به نظریهٔ اسکوپوس دارد و کاربرد ترجمه به دانش، انتظارات، ارزش‌ها و هنجارهای خوانندگان زبان مقصد بستگی دارد که بازهم از موقعیت و فرهنگی تأثیر می‌پذیرد و در آن زیست می‌کند. این عوامل تعیین می‌کنند که آیا کاربرد متن مبدأ یا نوشته‌های یک متن مبدأ را می‌توان حفظ کرد یا باید تعدیل نمود و یا حتی تغییرشان داد.»